# 福地温泉
福地温泉（ふくじおんせん）は、岐阜県高山市（旧国飛騨国）奥飛騨温泉郷にある温泉。標高約1000メートル、山の静寂に包まれた秘湯。

## 泉質
- 単純泉
- 炭酸水素塩泉

## 温泉街
国道471号から奥に入った場所に温泉街が広がる。落ち着いた雰囲気が温泉街には漂う。
温泉街では朝市が開かれている。近くには奥飛騨クマ牧場なども存在する。
共同浴場は存在しないが、日帰り入浴施設ならびに宿泊者専用の外湯である「舎湯」（やどりゆ）がある。
温泉地は日本百名湯にも選ばれている。

## 歴史
平安時代には、村上天皇が湯治に訪れていたと言う入湯伝説が残る。その名残として「天皇泉」の名前が残る。平家の落人伝説や民話が数多く伝えられ、中でも、村上天皇の毒蛇退治に由来する獅子舞（へんべとり）は、高山市の無形民俗文化財に指定されている。
1968年（昭和43年）11月19日 - 奥飛騨温泉郷の一部として国民保養温泉地に指定された。
2024年2月1日、福地温泉のPRのため「福地珊瑚」が温泉むすめに追加された。

## アクセス
いずれも福地温泉または福地温泉口バス停下車。
- 高山濃飛バスセンター（高山駅）より濃飛バス平湯・新穂高線で約1時間10分。1時間に1本運行。
- 松本バスターミナル（松本駅）より濃飛バス・アルピコ交通 特急松本線で約1時間40分。※季節運行